# Pip Pyle
Philip (Pip) Pyle (Sawbridgeworth, 4 april 1950 – Parijs, 28 augustus 2006) was drummer in de Britse bands Hatfield and the North en in National Health, maar hij speelde ook in veel van de andere bands in de scene van de progressieve rock.
Pyle werd geboren in Hertfordshire en raakte al op de kleuterschool bevriend met Phil Miller. Hij heeft weinig drumopleiding gehad. Hij kreeg slechts een paar lessen van jazz drummer Buzz Greene. Al op 15-jarige leeftijd speelde hij samen met Phil en Steve Miller in Brunos Blues Band. Deze band werd later omgedoopt in Delivery. Pyle vertrok nadat hij ruzie kreeg met zangeres Carol Grimes. Hij speelde daarna heel kort bij de bluesband Chicken Shack.
In de jaren hierna speelde Pyle in vele bands van de Canterbury scene spelen. Hij was daar altijd de drummer, en stond ook bekend als een gangmaker, een aanpakker die anderen meenam, en zorgde voor sfeer door zijn verhalen. Maar hij zorgde ook voor de muziek als drummer, als componist en als tekstschrijver. 
Zijn kans kwam in 1971, toen Daevid Allen een drummer nodig had voor het afmaken van zijn Banana Moon album. Een optreden gelijk met Soft Machine had Pyle in contact gebracht met Elton Dean en Robert Wyatt, die hem bij Allen introduceerde. Pyle bleef maar kort bij Gong (tot december 1971), maar werd toch steeds met Pierre Moerlen gezien als de drummer van die band. In 1992 zou hij een tijdje terugkeren bij Gong voor het Shapeshifter-album en de tournee.

## Hatfield en NH
Er volgden twee korte periodes, eerst bij de band van Paul Jones en later bij All Wet And Dripping, voordat hij zijn samenwerking met de Miller-broers hervatte. Dit mondde in de zomer van ’72 uit in Hatfield and the North. Pyle werkte met de band tot midden 1975. Hij droeg veel bij aan de composities en teksten. Na het uiteengaan van de groep speelde Pyle in allerlei ad-hocsamenstellingen, in allerlei jazzclubs en workshops. Met Elton Dean, Keith Tippett en Jim Richardson vormde hij The Weightwatchers, die korte tijd zouden bestaan.
In eerste instantie maakte Pyle geen deel uit van National Health, maar toen Bill Bruford de groep verliet volgde Pyle hem op. Hij bleef tot het einde bij die band spelen. Daarna speelde hij onder meer met Hugh Hopper, Alan Gowen en Elton Dean in Soft Heap en met Dave Stewart, Jakko Jakszyk en Rick Biddulph in Rapid Eye Movement (niet te verwarren met het Amerikaanse R.E.M.). In 1981 werkt Pyle mee aan het tijdelijk heroprichten van National Health, voor een elpee en een paar concerten.

## In Cahoots, Short Wave en Gong
Meer definitief was zijn samenwerking met Phil Miller in In Cahoots. In die band zou hij vanaf 1982 tot het eind van de jaren negentig meespelen. In 1984 ontmoette Pyle de Franse pianiste Sophia Domancich, die zijn vriendin werd en met wie hij samen Equip'Out opzette. Samen vormden ze de kern; met verschillende andere musici traden ze onregelmatig op. Equip’Out zou tot en met de eerste helft van de jaren negentig blijven bestaan, maar met het stuklopen van de relatie van Pyle en Domancich hield ook Equip’Out op met bestaan.

In deze jaren was Equip’Out niet zijn enige activiteit. In 1985-1986 speelde Pyle veel samen met Hugh Hopper en Patrice Meyer. Ze toerden meermalen en maken in 1987 samen het album Dromadaire Viennois. In 1990 was er de reünie van Hatfield and the North. In 1991 zet hij samen met Hopper, Malherbe en Miller Short Wave op.
In 1992 werkt Pyle mee aan het Gong album Shapeshifter, en in de erop volgende jaren maakt hij regelmatig tournees met Gong. Daarnaast treedt hij vaak op als begeleidend drummer bij verschillende bevriende musici.

Al vanaf 1971 was Pyle bezig met zijn soloalbum. In 1997 komt het eindelijk af: Seven Year Itch. Het is een album waarop vele bekende namen uit de Canterbury scene terug te vinden zijn.
In 1997 houdt Pyle op bij Gong te spelen, hij maakt weer plaats voor Pierre Moerlen. Pyle richt zich helemaal op In Cahoots. In 1998 gaat hij in de VS aan het werk met onder meer Allen en Hopper, om vervolgens aan te haken bij het Amerikaanse trio Absolute Zero met een aantal tournees in de volgende jaren. Een meningsverschil met Miller maakt in 2001 een einde aan zijn deelname aan In Cahoots.
Dit luidt het begin in van een nieuw soloproject. De band die hiervoor samengevoegd wordt heet Pip Pyle's Bash. Met Patrice Meyer (gitaar), Fred Baker (basgitaar) en Alex Maguire (keyboards) treedt hij voor het eerst op in augustus 2002 in Seattle. De resultaten hiervan zijn op een livealbum te vinden; Belle Illusion.

## Hatfield weer: het einde
Pyle voegde zich in 2005 bij Miller en Richard Sinclair, in een nieuw opgezet Hatfield and the North, met Maguire op keyboards In maart 2005 vond het eerste officiële optreden van de nieuwe band plaats, waarna de band in 2005 en 2006 meerdere tournees maakte door Europa, maar ook optrad in Japan, Mexico en de VS.
Op zaterdag 26 augustus 2006 tijdens de Zomerjazzfietstour trad Pip Pyle voor het laatst op met een concert in het Groningse Feerwerd. Bij zijn terugkeer naar zijn woonplaats Parijs nam hij om onbekende reden een hotelkamer bij het Gare du Nord, in plaats van naar zijn dichtbijgelegen woning te gaan. In deze hotelkamer overleed Pyle in de avond van de 27e augustus op 56-jarige leeftijd aan de gevolgen van een bloeding. Hij liet een zoon en een dochter achter.

## Bands waarin Pyle gespeeld heeft
| vanaf | tot  | band                       |
| ----- | ---- | -------------------------- |
| 1966  | 1970 | Delivery                   |
| 1970  | 1971 | Chicken Shack              |
| 1971  | 1971 | Gong                       |
| 1972  | 1972 | Paul Jones Group           |
| 1972  | 1972 | All Wet And Dripping       |
| 1972  | 1975 | Hatfield and the North     |
| 1975  | 1976 | Weightwatchers             |
| 1977  | 1983 | National Health            |
| 1978  | 1988 | Soft Heap                  |
| 1980  | 1981 | Rapid Eye Movement         |
| 1982  | 2001 | In Cahoots                 |
| 1984  | 1995 | Pip Pyle's Equip'Out       |
| 1985  | 1987 | Patrice Meyer Trio/Quartet |
| 1987  | 1987 | Mimi Lorenzini Trio        |
| 1987  | 1988 | Faton Cahen Trio           |
| 1990  | 1990 | Hatfield and the North     |
| 1990  | 1991 | John Greaves Band          |
| 1991  | 1996 | Short Wave                 |
| 1992  | 1993 | Gong                       |
| 1994  | 1994 | Hugh Hopper Band           |
| 1994  | 1994 | Richard Sinclair/RSVP      |
| 1994  | 1996 | Gong                       |
| 2002  | 2004 | Bash                       |
| 1999  | 2006 | Absolute Zero              |
| 2005  | 2006 | Hatfield and the North     |

- Bibliothèque nationale de France: cb14027971t (data)
- International Standard Name Identifier: 0000 0003 7181 3845
- MusicBrainz: 19ed89d3-30aa-4f66-8992-822a48e8aa6c
- Système universitaire de documentation: 084271450
- Virtual International Authority File: 7587593